# Beare-Stevenson-Cutis-gyrata-Syndrom
Das Beare-Stevenson-Cutis-gyrata-Syndrom ist eine sehr seltene angeborene Erkrankung mit einer Kombination von Cutis verticis gyrata, Acanthosis nigricans und Kraniosynostose.
Die Namensbezeichnung bezieht sich auf die Erstautoren der Erstbeschreibung aus dem Jahre 1969 durch den irischen Pädiater J.M. Beare und Mitarbeiter sowie aus dem Jahre 1978 durch den US-amerikanischen Pädiater Roger E. Stevenson und Mitarbeiter.

## Verbreitung
Die Häufigkeit wird mit unter 1 zu 1.000.000 angegeben, bislang wurde über weniger als 20 Betroffene berichtet. Die Vererbung erfolgt autosomal-dominant.

## Ursache
Der Erkrankung liegen Mutationen im FGFR2-Gen auf Chromosom 10 Genort q26.13 zugrunde, welches für den Fibroblasten-Growth-Factor-Rezeptor 2 (FGFR2) kodiert.
Dieses Gen ist an einer Vielzahl an Erkrankungen beteiligt:
- Antley-Bixler-Syndrom
- Apert-Syndrom
- Crouzon-Syndrom
- FGFR2-abhängige Dysplasie mit gekrümmten Knochen
- Jackson-Weiss-Syndrom
- LADD-Syndrom (Lakrimo-aurikulo-dento-digitales Syndrom)
- Pfeiffer-Syndrom
- Saethre-Chotzen-Syndrom

## Klinische Erscheinungen
Klinische Kriterien sind:
- Gesichtsdysmorphie mit fehlgebildeten Ohren
- Hautveränderungen wie Cutis verticis gyrata, Acanthosis nigricans oder Hautanhängsel
- Fehlbildungen am Anus und den Geschlechtsorganen

## Diagnose
Die Diagnose ergibt sich aus der klinischen Untersuchung und kann durch den genetischen Nachweis der Mutation gesichert werden.